# Metropolitan Borough of Wigan
Wigan ist ein Metropolitan Borough im Metropolitan County Greater Manchester in England. Verwaltungssitz ist die gleichnamige Stadt Wigan. Weitere bedeutende Orte im Borough sind Aspull, Astley, Billinge, Bryn, Golborne, Ince-in-Makerfield, Hindley, Leigh, Orrell, Shevington, Tyldesley und Whelley.

## Geschichte

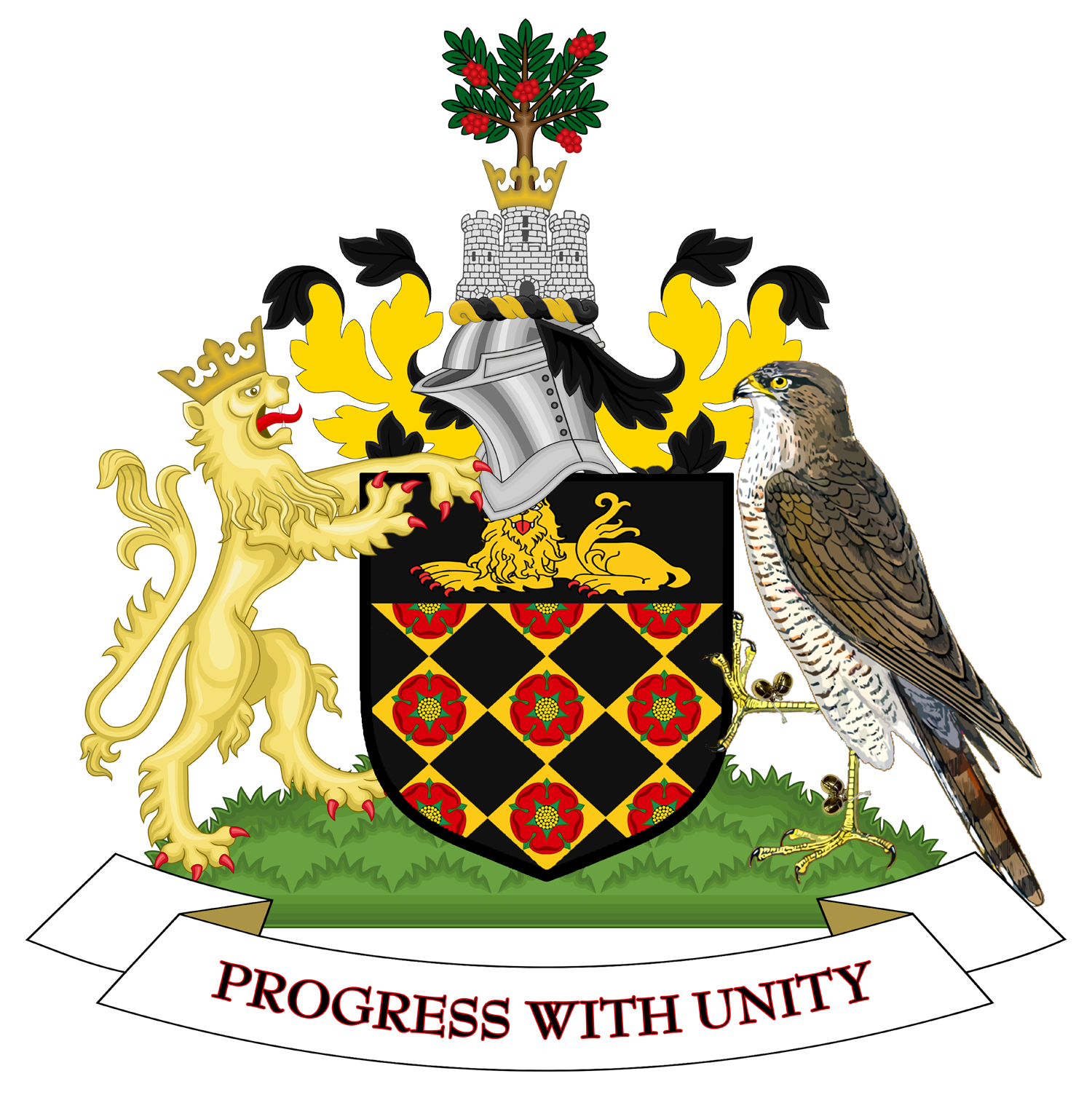
Wappen des Rates der Metropolitan Borough of Wigan

Die Reorganisation der Grenzen und der Kompetenzen der lokalen Behörden führte 1974 zur Bildung des Metropolitan Borough. Fusioniert wurden dabei der Metropolitan Borough Wigan, der Municipal Borough Leigh, die Urban Districts Abram, Aspull, Atherton, Hindley, Ince-in-Makerfield, Orrell, Standish-with-Langtree und Tyldesley, Teile der Urban Districts Ashton-in-Makerfield, Billinge-and-Winstanley und Golborne sowie ein Teil des Rural District Wigan. Diese Gebietskörperschaften gehörten zuvor zur Grafschaft Lancashire.
1986 wurde Wigan faktisch eine Unitary Authority, als die Zentralregierung die übergeordnete Verwaltung von Greater Manchester auflöste. Wigan blieb für zeremonielle Zwecke Teil von Greater Manchester, wie auch für einzelne übergeordnete Aufgaben wie Polizei, Feuerwehr und öffentlicher Verkehr.